# ملیسا نیکولاو
ملیسا نیکولاو (انگلیسی: Melisa Nicolau؛ زادهٔ ۲۰ ژوئن ۱۹۸۴) بازیکن فوتبال اهل اسپانیا است.
از باشگاه‌هایی که در آن بازی کرده‌است می‌توان به باشگاه فوتبال زنان بارسلونا اشاره کرد.
وی همچنین در تیم‌های ملی فوتبال زنان اسپانیا بازی کرده‌است.